# モノ・マガジン
『モノ・マガジン』は、ワールドフォトプレス発行の「物（モノ）」を扱った専門雑誌。1982年創刊。月2回刊（創刊時は月刊誌）。表紙の上部には大きくmonoというロゴがある。
企画者で初代編集長は飯島和男。

## 連載記事
- モノスタイリング
- 薀蓄の箪笥 100章
- たかみひろしのシネマショウ2
- 決定的なモノとの出会い、その瞬間（ロバート・ハリス）
- 実戦主義道具学（ホーボージュン）
- 今月の宝物BEST2（みうらじゅん）
- LOUDNESS・高崎晃の本音語録（高崎晃）